# Irish League 1987-1988
L'Irish League 1987-1988 è stata la 87ª edizione della prima divisione del campionato nordirlandese di calcio.
Il campionato era formato da quattordici squadre e il Glentoran vinse il titolo. Non vi furono retrocessioni.

## Classifica finale
| Pos. | Squadra          | G  | V  | N | P  | GF | GS | Punti |
| ---- | ---------------- | -- | -- | - | -- | -- | -- | ----- |
| 1    | Glentoran        | 26 | 19 | 5 | 2  | 48 | 15 | 62    |
| 2    | Linfield         | 26 | 19 | 3 | 4  | 51 | 15 | 60    |
| 3    | Coleraine        | 26 | 16 | 4 | 6  | 53 | 28 | 52    |
| 4    | Newry Town       | 26 | 15 | 5 | 6  | 34 | 22 | 50    |
| 5    | Larne            | 26 | 12 | 4 | 10 | 35 | 35 | 40    |
| 6    | Glenavon         | 26 | 11 | 5 | 10 | 28 | 27 | 38    |
| 7    | Ballymena United | 26 | 9  | 9 | 8  | 34 | 34 | 36    |
| 8    | Portadown        | 26 | 10 | 5 | 11 | 31 | 27 | 35    |
| 9    | Crusaders        | 26 | 8  | 6 | 12 | 29 | 35 | 30    |
| 10   | Cliftonville     | 26 | 6  | 8 | 12 | 18 | 38 | 26    |
| 11   | Ards             | 26 | 6  | 7 | 13 | 29 | 38 | 25    |
| 12   | Bangor           | 26 | 7  | 4 | 15 | 24 | 47 | 25    |
| 13   | Carrick Rangers  | 26 | 5  | 5 | 16 | 25 | 44 | 20    |
| 14   | Distillery       | 26 | 3  | 2 | 21 | 19 | 53 | 11    |

G = Partite giocate; V = Vittorie; N = Nulle/Pareggi; P = Perse; GF = Goal fatti; GS = Goal subiti; 